# Léonid Pliouchtch
Léonid Ivanovitch Pliouchtch, en ukrainien : Леонід Іванович Плющ, né le 26 avril 1939 et mort le 4 juin 2015 à Bessèges, est un mathématicien ukrainien et dissident soviétique (en).
Léonid Pliouchtch fait partie du mouvement clandestin en faveur des droits de l'homme en Ukraine à partir du début des années 1960. Il est interné en hôpital psychiatrique de 1972 à 1976. Il émigre par la suite en France.

## Biographie
(novembre 2017).
Leonid Pliouchtch est né dans une famille ukrainienne vivant à Naryn, une ville du Kirghizistan soviétique, où son père cheminot avait été envoyé.
Ce père est tué en 1941 sur le front au début de l’invasion nazie.
À la fin de la guerre, sa famille quitte Frounze (désormais Bishkek) et regagne Borzn, une bourgade ukrainienne où vit la grand-mère de Léonid Pliouchtch.
Pour échapper à la misère et à un début de tuberculose, sa mère obtient de Nikita Khrouchtchev qu’il soit accueilli en sanatorium où il restera six ans et recevra une solide éducation secondaire. Plus tard, il rejoint sa famille installée à Odessa et grâce à son diplôme d’honneur du secondaire, il accède à la faculté de mathématiques et de physique de l'université d'Odessa, puis poursuit ses études à la faculté de mathématiques et de mécanique de l'université de Kiev, où il obtient son diplôme en 1962.
À cette époque, il est un militant communiste convaincu, membre actif du Komsomol, les Jeunesses communistes où toute la jeunesse soviétique est embrigadée. Il participe aux brigades de volontaires aidant la police des frontières à surveiller le port d'Odessa, lieu de nombreux trafics, alors que l'espionnite fait rage. Il pose même sa candidature au KGB, qui la refuse à cause des séquelles de sa tuberculose osseuse, qui le fait boiter d'une jambe.
Mais la déstalinisation et sa désillusion face à l'hypocrisie de la communauté universitaire d'Odessa (mouchardage, plagiat, concussion, racisme) lui font chercher une autre voie. Il exerce d'abord pendant un an comme professeur de mathématiques dans un village, une expérience cocasse et décevante de retour à la terre.
Une fois à Kiev, il se met à étudier sérieusement les œuvres de Lénine et de Marx, en particulier les écrits de jeunesse de ce dernier, pour pouvoir critiquer l'idéologie officielle débitée dans les cours de marxisme-léninisme. Cela le met en contact avec les débuts du samizdat en Ukraine.
Après son diplôme, il obtient un poste de chercheur en mathématiques appliquées à la biologie dans un laboratoire de l'Académie des sciences d'Ukraine travaillant pour le programme spatial, et reste un militant du Komsomol, donnant des conférences sur des sujets divers, du marxisme à la télépathie ou au yoga. Il prend peu à peu conscience de la contradiction entre son activité de propagandiste et ses convictions marxistes. Léonid Pliouchtch se rapproche alors progressivement des milieux dissidents ukrainiens, en particulier Dziouba, Tchornovil, Ossadchy, puis moscovites et tatares. Le KGB le surveille, puis organise son licenciement, l’empêchant ensuite de retrouver un autre travail. L'organisation procède à une perquisition chez lui, dont il narre l'amère saveur dans son autobiographie, avant de l'inculper de détention de littérature anti-soviétique.

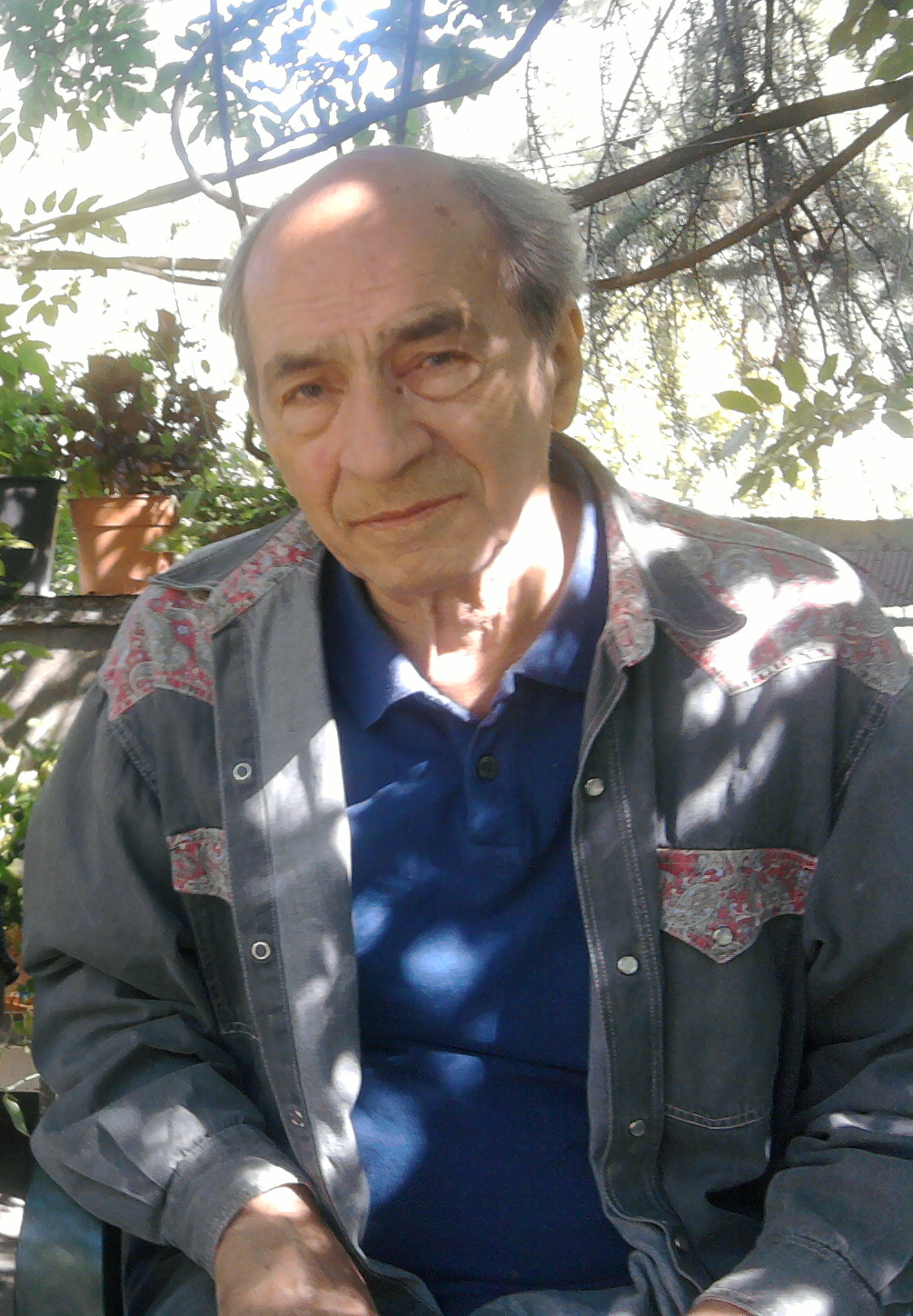
Léonid Pliouchtch (1939-2015) à Bessèges (France) en 2013

Arrêté en 1972, il est condamné un an plus tard en son absence et sans avocat à être interné en asile psychiatrique. Motifs de sa condamnation : « menées antisoviétiques » et diffusion de « textes dactylographiés ». Ses conditions de vie dans l’hôpital psychiatrique Serbsky de Moscou qui le déclare psychotique et celui de Dnipropetrovsk en Ukraine, où il est interné pendant trois ans, émeuvent l’opinion. À la suite d'une intense campagne internationale, conduite en France tant par des mathématiciens célèbres comme Laurent Schwartz, Henri Cartan et Michel Broué, que par les trotskistes lambertistes et des anarchistes, séduits par ce marxiste dissident, il est expulsé vers la France en 1976, où il habitera jusqu’à sa mort, d'abord à Nanterre puis à Bessèges.
Trois avocats français, François Morette, Jean-Michel Pérard et Jean-Marc Varaut s'étaient présentés en septembre 1975 à la Loubianka pour demander à entrer en contact avec Leonid Plioutch, invoquant la déclaration universelle des droits de l'homme et les accords d'Helsinki. Cette démarche sans précédent portera ses fruits. Le 15 septembre, Le Figaro publie un article de Jean-Marc Varaut, « Jours noirs et nuits blanches à Moscou », relatant le voyage, article qui sera traduit et publié dans le monde entier.
Le 3 février 1976, Leonid Plioutch, lors d'une conférence de presse à Paris, explique que « l'URSS est un capitalisme d'État ».
Il s’engage alors dans la défense des persécutés. En 1977, il est nommé président pour l’étranger du groupe ukrainien d'Helsinki de défense des droits de l’homme et collabore à la rédaction ukrainienne de Radio Liberty.
Léonid Pliouchtch meurt le 4 juin 2015 à Bessèges (Gard), où il est inhumé.

## Ouvrages traduits en français
- Dans le carnaval de l'histoire. Mémoires, Seuil, 1977
- Réponse à Alexandre Soljénitsyne, trad. Nina Kehayan, Éditions de l'aube, « Regards croisés », 1991.
- Ukraine : À nous l'Europe !, Le Rocher, 1993.

## Traductions
Léonid Pliouchtch a traduit le livre Dialogues avec l'ange en russe et ukrainien avec sa femme Tatiana.

## Hommages à Léonid Pliouchtch
Le chanteur belge Julos Beaucarne (1936-2021) lui a dédié une chanson de son album Julos Beaucarne au théâtre de la Ville janvier septante sept.

## Filmographie
- Ainsi parlait... Pliouchtch avec Hélène Blanc et Renata Lesnik, réalisé par Serge Gauthier-Pavlov, L'AUTRE Film production et distribution, 2010
- Ces mathématiciens qui firent plier le Kremlin, de Mathieu Schwartz, Tournez s’il Vous Plaît / LCP-Assemblée nationale[8], 2024